# Renwez
Renwez é uma comuna francesa na região administrativa de Grande Leste, no departamento das Ardenas. Estende-se por uma área de 16,18 km², com 1 437 habitantes, segundo os censos de 1999, com uma densidade de 88 hab/km².